# Marílson dos Santos
Marílson Gomes dos Santos (ur. 6 sierpnia 1977 w Brasílii) – brazylijski lekkoatleta specjalizujący się w biegach długodystansowych. Pięciokrotny medalista igrzysk panamerykańskich, dwukrotny złoty medalista uniwersjady, złoty medalista lekkoatletycznych mistrzostw Ameryki Południowej i mistrzostw ibero-amerykańskich, dwukrotny mistrz Ameryki Południowej w biegach przełajowych. Trzykrotny olimpijczyk (Pekin, Londyn, Rio de Janeiro).

## Kariera
W latach 1995–1996 dwukrotnie sięgał po srebrny medal lekkoatletycznych mistrzostw kontynentu do lat 20, a w 1996 roku otrzymał dodatkowo tytuł indywidualnego wicemistrza Ameryki Południowej w biegach przełajowych. Startował na mistrzostwach globu juniorów w Sydney, na nich odpadł w eliminacjach, zajmując 11. miejsce w swej grupie. W 1997 roku wystąpił na uniwersjadzie w Katanii, zdobył na nich złoty medal w konkurencji półmaratonu. Dwa lata później powtórzył to osiągnięcie, tym razem podczas rozgrywanej w Palma de Mallorca uniwersjady.
W 2000 roku wywalczył pierwszy w karierze medal mistrzostw ibero-amerykańskich, w konkurencji biegu na 10 000 m otrzymał tytuł wicemistrzowski. Trzy lata później zaś w konkurencji biegu na 5000 m został lekkoatletycznym mistrzem Ameryki Południowej, ponadto zdobył na igrzyskach obu Ameryk w Santo Domingo dwa medale. Wystąpił w konkurencji maratonu na mistrzostwach świata w Helsinkach, zawody ukończył na 10. miejscu w klasyfikacji końcowej. W 2007 roku wywalczył kolejne dwa medale igrzysk panamerykańskich, tak jak na poprzednich igrzyskach z 2003 roku zdobył srebrny medal w biegu na 10 000 m i brązowy medal w konkurencji biegu na 5000 m.
W debiutanckim występie na igrzyskach olimpijskich, który miał miejsce w Pekinie, wystąpił w maratonie, którego ostatecznie nie ukończył.
W 2009 roku na mistrzostwach świata wywalczył 16. miejsce w zawodach w konkurencji maratonu. Dwa lata później w konkurencji biegu na dystansie 10 000 m zdobył złoty medal igrzysk panamerykańskich, rozgrywanych w Guadalajarze. W maratonie wystartował podczas igrzysk olimpijskich w Londynie, kończąc go na 5. miejscu z czasem 2:11:10, jak również w ramach igrzysk olimpijskich w Rio de Janeiro, kończąc go na 59. miejscu z czasem 2:19:09.

## Osiągnięcia
| Rok     | Zawody                                                 | Miasto              | Miejsce | Konkurencja                    | Wynik    |
| ------- | ------------------------------------------------------ | ------------------- | ------- | ------------------------------ | -------- |
| 1995    | Mistrzostwa Ameryki Południowej juniorów               | Santiago            | srebro  | bieg na 5000 m                 | 14:36,88 |
| 1996    | Mistrzostwa Ameryki Południowej w biegach przełajowych | Asunción            | srebro  | bieg juniorów, ind.            | 26:09    |
| 1996    | Mistrzostwa Ameryki Południowej juniorów               | Bucaramanga         | srebro  | bieg na 5000 m                 | 14:48,3h |
| 1996    | Mistrzostwa świata juniorów                            | Sydney              | 11. H   | bieg na 5000 m                 | 14:30,99 |
| 1997    | Uniwersjada                                            | Katania             | 12.     | bieg na 5000 m                 | 14:16,48 |
| 1997    | Uniwersjada                                            | Katania             | złoto   | półmaraton                     | 1:03:32  |
| 1999    | Mistrzostwa Ameryki Południowej w biegach przełajowych | Artur Nogueira      | złoto   | seniorzy, długi dystans, druż. | 13       |
| 1999    | Mistrzostwa świata w biegach przełajowych              | Belfast             | 84.     | seniorzy, długi dystans, ind.  | 43:28    |
| 1999    | Uniwersjada                                            | Palma de Mallorca   | złoto   | półmaraton                     | 1:04:05  |
| 2000    | Mistrzostwa Ameryki Południowej w biegach przełajowych | Cartagena de Indias | brąz    | seniorzy, długi dystans, ind.  | 37:59    |
| 2000    | Mistrzostwa ibero-amerykańskie                         | Rio de Janeiro      | srebro  | bieg na 10 000 m               | 28:58,74 |
| 2003    | Mistrzostwa Ameryki Południowej                        | Barquisimeto        | złoto   | bieg na 5000 m                 | 13:52,15 |
| 2003    | Igrzyska panamerykańskie                               | Santo Domingo       | brąz    | bieg na 5000 m                 | 13:56,90 |
| 2003    | Igrzyska panamerykańskie                               | Santo Domingo       | srebro  | bieg na 10 000 m               | 28:49,48 |
| 2005    | Mistrzostwa świata                                     | Helsinki            | 10.     | maraton                        | 2:13:40  |
| 2006    | Mistrzostwa ibero-amerykańskie                         | Ponce               | złoto   | bieg na 5000 m                 | 13:42,88 |
| 2007    | Igrzyska panamerykańskie                               | Rio de Janeiro      | brąz    | bieg na 5000 m                 | 13:30,87 |
| 2007    | Igrzyska panamerykańskie                               | Rio de Janeiro      | srebro  | bieg na 10 000 m               | 28:09,30 |
| 2008    | Mistrzostwa Ameryki Południowej w biegach przełajowych | Asunción            | złoto   | seniorzy, długi dystans, ind.  | 37:28    |
| 2008    | Mistrzostwa świata w biegach przełajowych              | Edynburg            | 53.     | seniorzy, długi dystans, ind.  | 37:17    |
| 2008    | Igrzyska olimpijskie                                   | Pekin               | DNF     | maraton                        | N/A      |
| 2008    | Mistrzostwa świata w półmaratonie                      | Rio de Janeiro      | 8.      | półmaraton                     | 1:03:14  |
| 2009    | Mistrzostwa świata                                     | Berlin              | 16.     | maraton                        | 2:15:13  |
| 2009    | Mistrzostwa świata w półmaratonie                      | Birmingham          | 17.     | półmaraton                     | 1:02:41  |
| 2010    | Mistrzostwa ibero-amerykańskie                         | San Fernando        | srebro  | bieg na 5000 m                 | 13:34,92 |
| 2011    | Igrzyska panamerykańskie                               | Guadalajara         | złoto   | bieg na 10 000 m               | 29:00,64 |
| 2012    | Igrzyska olimpijskie                                   | Londyn              | 5.      | maraton                        | 2:11:10  |
| 2016    | Igrzyska olimpijskie                                   | Rio de Janeiro      | 59.     | maraton                        | 2:19:09  |
| Źródło: |                                                        |                     |         |                                |          |

W latach 2003–2013 zdobył trzynaście tytułów mistrza kraju, w konkurencjach biegu zarówno na 5000, jak i na 10 000 m.

## Rekordy życiowe
- bieg na 1500 m – 3:50,02 (31 maja 2003, São Caetano do Sul)
- bieg na 5000 m – 13:19,43 (8 czerwca 2006, Kassel)
- bieg na 10 000 m – 27:28,12 (2 czerwca 2007, Neerpelt)
- chód na 10 km – 27:59 (15 maja 2011, Santos)
- półmaraton – 59:33 (14 października 2007, Udine)
- maraton – 2:06:34 (17 kwietnia 2011, Londyn)

Źródło: 